# Communauté de communes Saulx et Bruxenelle
Die Communauté de communes Saulx et Bruxenelle war ein französischer Gemeindeverband mit der Rechtsform einer Communauté de communes im Département Marne in der Region Grand Est. Sie wurde am 25. März 1992 gegründet und umfasste sieben Gemeinden. Der Verwaltungssitz befand sich im Ort Sermaize-les-Bains.

## Historische Entwicklung
Am 1. Januar 2017 wurden fünf der sieben Gemeinden (Étrepy, Pargny-sur-Saulx, Blesme, Saint-Lumier-la-Populeuse, Sermaize-les-Bains)  mit der Communauté de communes Côtes de Champagne et Saulx zur neuen Communauté de communes Côtes de Champagne et Val de Saulx zusammengeschlossen. Die Gemeinden Cheminon und Maurupt-le-Montois kamen zur neuen Communauté d’agglomération Saint-Dizier, Der et Blaise.

## Ehemalige Mitgliedsgemeinden
1. Blesme
2. Cheminon
3. Étrepy
4. Maurupt-le-Montois
5. Pargny-sur-Saulx
6. Saint-Lumier-la-Populeuse
7. Sermaize-les-Bains